# Helgoland
Helgoland je njemački otok u Sjevernome moru. Najdalje je udaljen od svih njemačkih otoka od kopna i prostire se na površini od oko 1,7 km ². Na njemu stalno živi oko 1267 ljudi. 
Administrativno pripada Pinnebergu u saveznoj pokrajini Schleswig-Holsteinu.
U prošlosti je Helgoland pripadao Danskoj i Velikoj Britaniji, od koje ga je 1890. Njemačka razmjenila za Zanzibar. 

## Trajektne veze
Tijekom turističke sezone od travnja do rujna trajekti plove od kopna do Helgolanda primjerice iz Büsuma Cuxhavena Bremerhavena i Wilhelmshavena.

## Turizam
Stanovnici Helgolanda uglavnom žive od turizma. U Helgolandu se nalaze brojni duty free shopovi, obrti za proizvodnju i znanstvene institucije. Zavod za biologiju na Helgolandu proučava život u moru, ornitološki institut se bavi životom ptica na tom području. Turistima stoji na raspolaganju 2000 kreveta u privatnom smještaju, pansionima i hotelima.

## Vanjske poveznice
- Webstranica otoka Helgolanda
- Webstranica Muzeja